# Kõverlaid

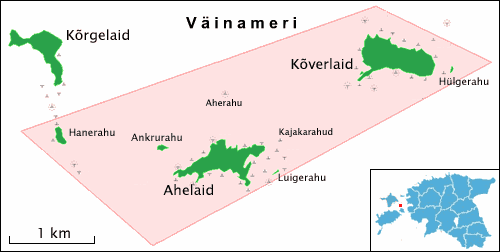

Kõverlaid är en ö utanför Estlands västkust. Den ligger i Pühalepa kommun i landskapet Hiiumaa (Dagö), 120  km sydväst om huvudstaden Tallinn. Dess storlek är 0,3 km2.
Terrängen på Kõverlaid är mycket platt och öns högsta punkt är fem meter över havet. Kõverlaid ingår i en liten ögrupp som ligger i havsomårdet Moonsund (estniska: Väinameri) mellan Dagö i norr och Moon i söder. Väster om den ligger öarna Ahelaid, Kõrgelaid, Vareslaid och Hanikatsi laid.